# Echinosigra porrecta
Echinosigra porrecta är en sjöborreart som beskrevs av Mironov 1974. Echinosigra porrecta ingår i släktet Echinosigra och familjen Pourtalesiidae. Inga underarter finns listade i Catalogue of Life.